# Prokurator

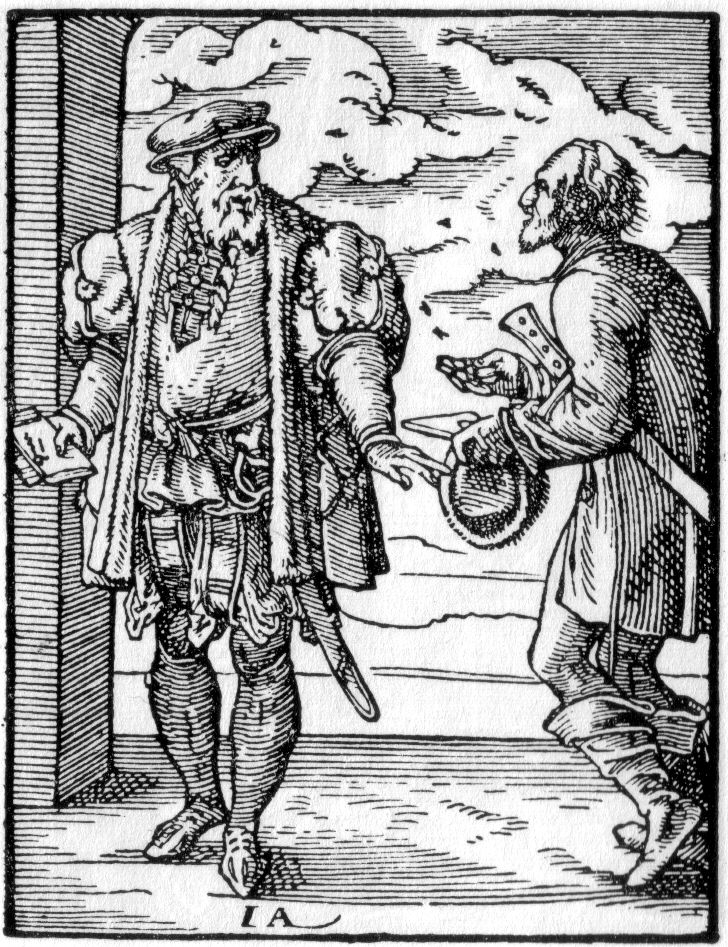
Der Procurator aus Jost Ammans Ständebuch (1568)

Prokurator (lateinisch procurator) ist eine aus dem römischen Rechts- und Staatswesen überkommene Amtsbezeichnung, die in unterschiedlichen historischen Epochen und Zusammenhängen als Titulatur für bestimmte Funktionsträger oder Bedienstete in der Vermögens- oder Staatsverwaltung oder in der Rechtspflege in Gebrauch war und zum Teil noch heute fortlebt.

## Begriffsgeschichte
Das Wort procurator ist von dem lateinischen Verb procurare abgeleitet, was so viel wie „besorgen“ bzw. „(stellvertretend) für etwas Sorge tragen“ bedeutet. In der ursprünglichen Bedeutung ist ein Prokurator jemand, der sich im Auftrag oder im Namen eines anderen um dessen Angelegenheiten oder Unternehmungen kümmert, also ein Beauftragter, Geschäftsbesorger, Geschäftsführer oder Verwalter. In dieser Funktion genießt er besonderes Vertrauen und ist in der Regel mit Vertretungsmacht ausgestattet, um für seinen Geschäftsherrn oder Auftraggeber handeln zu können. Diese Grundbedeutung lebt auch im modernen Italienischen fort, wo procuratore in der Hauptbedeutung noch immer „Bevollmächtigter“ heißt. In diesem Sinne ist der Begriff auch in dem deutschen Rechtsterminus „Prokurist“ lebendig.
Ist nun der Vertretene, für den der Prokurator aufzutreten hat, der Herrscher, eine öffentliche Einrichtung oder Organisation oder gar der Staat selbst, so gewinnt der Prokurator eine öffentlich-rechtliche Funktion gegenüber der Allgemeinheit als Vertreter der Obrigkeit oder des Gemeinwesens, wird also quasi zum Beamten. Hieraus lässt sich die in der Geschichte häufige Bezeichnung bestimmter öffentlicher Amtsträger der ausführenden Gewalt als Prokuratoren erklären.

## Römisches Reich
Im Römischen Reich war ein Prokurator ursprünglich ein Sklave oder Freigelassener, der im Auftrag seines Herrn oder Patrons dessen Güter (etwa Landgüter, Wirtschaftsbetriebe, Gelder oder sonstiges Vermögen) verwaltete. In dieser Bedeutung wird der Begriff in Bezug auf Privatpersonen auch noch in der Kaiserzeit verwendet.
Aus der Stellung der Prokuratoren des Augustus entwickelte sich angesichts zunehmender Verquickung des kaiserlichen Privatvermögens (→ Fiscus) mit den Staatsgeldern ein Amt, das im Laufe der Zeit an öffentlicher Bedeutung gewann und sich auch auf Angelegenheiten erstreckte, die über die bloße Vermögens- und Güterverwaltung hinausgingen. Prokuratoren übernahmen nach und nach wichtige Regierungsämter und waren beispielsweise für Finanzen (a rationibus), für die kaiserliche Kanzlei (ab epistulis Latinis oder ab epistulis Graecis, also lateinische bzw. griechische Korrespondenz) oder für die Abfertigung von Bittstellern (a libellis, d. h. Petitionen) zuständig. Zugang zu diesen gut dotierten Positionen hatten in zunehmendem Maße Angehörige des Ritterstandes.
Die kaiserlichen Prokuratoren waren formal keine Magistratsbeamten, sondern persönliche Beauftragte des Kaisers, und wurden im Prinzip aus dessen Privatvermögen bezahlt. Je nach der Höhe ihrer Bezüge waren sie in Rangklassen eingeteilt; so erhielten Procuratores sexagenarii 60.000 Sesterzen jährlich, centenarii 100.000 Sesterzen, ducenarii 200.000 Sesterzen, trecenarii 300.000 Sesterzen usf. Viele Prokuratoren erfüllten nacheinander unterschiedliche Funktionen und stiegen so in den Rangstufen auf.
In den meisten Provinzen gab es (unabhängig von den aus dem Senatorenstand stammenden Statthaltern) einen ritterlichen Prokurator, der für die Eintreibung und Abführung der Steuereinnahmen der Provinz zuständig war. Einige kleinere Gebiete, die noch nicht in die eigentliche Provinzverwaltung einbezogen waren, wurden seit den Staatsreformen des Kaisers Claudius auch unmittelbar durch einen Prokurator verwaltet, der die Stelle des zuvor praefectus civitatis genannten ritterlichen Regierungsstatthalters einnahm.
Daneben waren spezialisierte Prokuratoren z. B. für die Einnahmen aus Bergwerken zuständig oder übten bestimmte Funktionen in der Gemeindeverwaltung Roms aus; so war z. B. der procurator aquarum als geschäftsführender Verwalter unter der Oberaufsicht des entsprechenden senatorischen Beamten (curator aquarum) für die römische Wasserversorgung verantwortlich.
Im Formularprozess spielte der procurator in rem suam neben dem cognitor (dieser trat selbst als Partei in den Prozess ein) eine bedeutende Rolle im Rahmen der Prozessvertretung. Sowohl auf Kläger- wie Beklagtenseite konnte er die Prozessführung bona fide übernehmen und, soweit er nicht ausdrücklich mandatiert war, Sicherheit auf eine spätere Genehmigung durch den Geschäftsherrn leisten. War der procurator wirksam (auch nachträglich) mandatiert, trat Klagenverbrauch ein; ein erneuter Prozess in der Sache konnte nicht erfolgreich angestrengt werden.

## Mittelalter

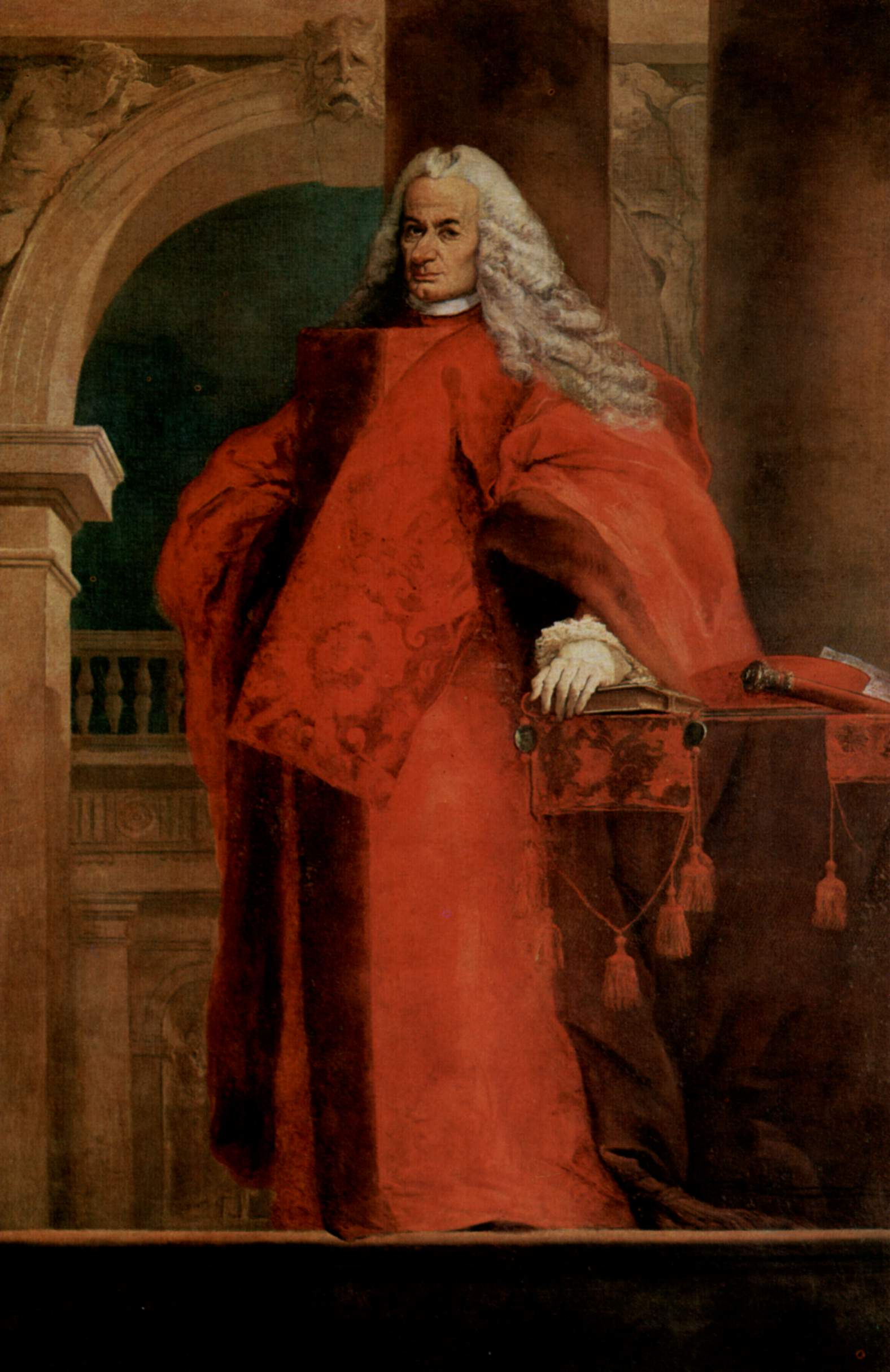
Tiepolo: Der Prokurator von San Marco Daniele IV. Dolfin, um 1750

Der Kammerprokurator oder Kammerfiskal war im Mittelalter und in der frühen Neuzeit ein landesfürstlicher Ministeriale oder Beamter, der die Interessen der „Kammer“ (der Finanzen des Landesherrn, also des Fiskus) zu vertreten hatte, unter anderem bei Gericht.

## Republik Venedig
In der Republik Venedig waren die Prokuratoren die Vermögensverwalter der Serenissima, genauer: die Verwalter des Schatzes des Heiligen Markus. Sie hatten ihren Amtssitz in den Prokuratien. Sie waren nach dem Dogen die höchsten Beamten der Markusrepublik und wurden als einzige wie dieser auf Lebenszeit gewählt. Sie waren sehr angesehen, wurden mit dem Titel „Exzellenz“ angeredet und führten den Namenszusatz proc. Zahlreiche Dogen von Venedig hatten vor ihrer Wahl ein Prokuratorenamt bekleidet.
Der erste Prokurator ist in einer Urkunde aus 1151 nachweisbar und wurde vermutlich zur Entlastung des Dogen Domenico I. Contarini mit den Aufgaben der Finanzierung des Neubaus des Markusdoms betraut. Der Große Rat erhöhte die Zahl der Prokuratoren am 14. März 1231 auf zwei, ein dritter wurde 1259/60 gewählt, seit 1261 oder 1266/67 vier, seit 1319 sechs und schließlich seit 1442 neun. Darüber hinaus gab es zunehmend Ehrenprokuratoren (im 18. Jahrhundert bis zu 25), die nach Zahlung enormer Geldbeträge gewählt wurden.
Die Zuständigkeiten der Prokuratoren wurden mit zunehmender Anzahl aufgeteilt: Procuratori di sopra waren für das Vermögen von San Marco und den Campanile, procuratori di citra für die Sestieri Cannaregio, Castello und San Marco und die procuratori di ultra für die Sestieri Dorsoduro, San Polo und Santa Croce zuständig.
Als Vermögensverwalter des Heiligen Markus waren sie faktisch Schatzkanzler und Staatsbankiers, Testamentsvollstrecker und Vermögensverwalter von verwaisten minderjährigen Nobili und Witwen, die keinen männlichen Vormund in der Familie hatten. Die Mittel kamen aus öffentlichen und privaten Spenden, Erbschaften sowie laufenden Einnahmen aus Liegenschaften, die zum Markusschatz gehörten. Daraus wurden öffentlichen Bauten, Wohlfahrtseinrichtungen (Spitäler, Almosenverteilung, Obdachlosenasyle, Alten- und Waisenhäuser und auch eine Art sozialer Wohnungsbau) finanziert. Ende des 16. Jahrhunderts besaßen die Prokuratoren 200 case (gemeint sind wohl eher Wohneinheiten, weniger Häuser) für Bedürftige. Es wurden aber auch Immobilien rein kommerziell vermietet, z. B. Wohnungen und Geschäfte in den Alten Prokuratien an der Nordseite des Markusplatzes. Ab 1582 wurden die Neuen Prokuratien an der Südseite des Markusplatzes als neuer Dienstsitz der Prokuratoren errichtet.
Durch Königlichen Erlass vom 9. Juli 1931 wurde das Amt der Prokuratoren des Heiligen Markus in Venedig wiedererrichtet. Die sieben Procuratori di San Marco verwalten den Markusschatz heute namens des venezianischen Patriarchen und sind für Erhaltung und Restaurierung der Kunstwerke und des Gebäudes zuständig.

## Rechtspflege

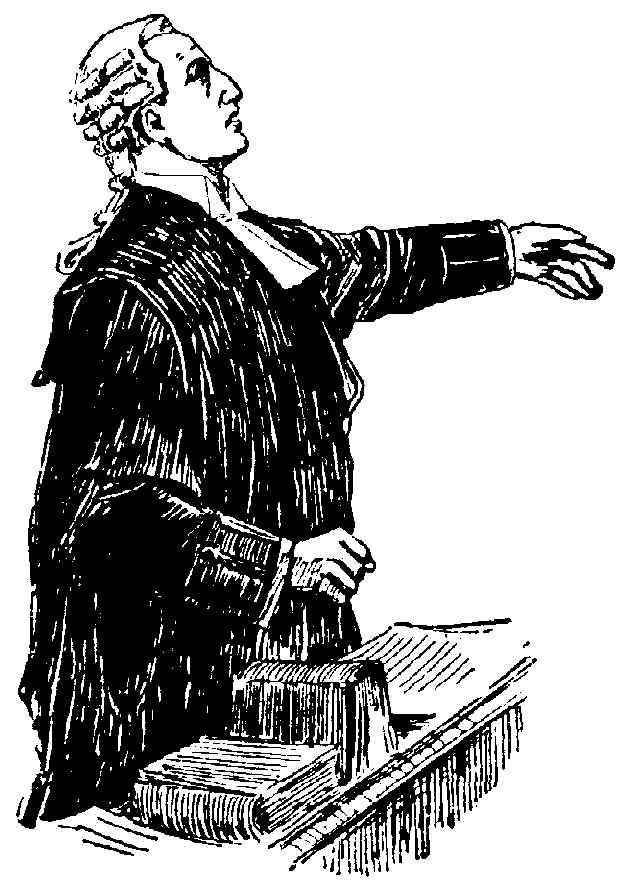
Englischer Barrister (Prokurator), um 1900

Mit der Rezeption des römischen Rechts seit dem Hochmittelalter in Europa wurde das Gerichtsverfahren professionalisiert und es entstanden Funktionen, die mit ausgebildeten Juristen besetzt waren. Hierbei bildete sich ein Berufsstand professioneller Juristen heraus, die eine Partei in Verhandlungen vor dem Gericht vertraten, die so genannten Prokuratoren. Daneben gab es andere Anwälte, die so genannten Advokaten, die den Kontakt mit dem Rechtssuchenden pflegten, die Mandanten berieten und sie auch in außergerichtlichen Geschäften rechtlich betreuten. Die formale Trennung zwischen den Advokaten als Rechtsberatern und den Prokuratoren als den prozessualen Vertretern der Parteien gab es allerdings in dieser Strenge häufig nur vor den höchsten Gerichten, in Deutschland etwa vor dem Reichshofrat oder dem Reichskammergericht. Seit dem Ende des 16. Jahrhunderts wurde diese Zweiteilung der Anwaltschaft in Kontinentaleuropa außerdem immer weiter gelockert und mit den Rechtsreformen in napoleonischer Zeit in weiten Teilen Europas beseitigt.
Das zweigeteilte System gibt es heute noch in Spanien, wo auch die traditionellen Bezeichnungen „Advokat“ (abogado) und „Prokurator“ (procurador) fortbestehen, sowie in dem durch die Rechtstradition des Common Law geprägten Rechtssystem in England, Wales und anderen Ländern des Commonwealth. Hier heißen die Advokaten „Solicitor“, die Prokuratoren „Barrister“. Ähnliches gilt für Italien, wo der Prokurator (procuratore, „Verteidiger“) und der Advokat (avvocato, „Verteidigergehilfe“) jeweils gesonderte prozessuale Rollen einnehmen. Allerdings ist die praktische Bedeutung dieser Trennung gering, oft werden beide Rollen von einem einzigen Rechtsbeistand oder derselben Kanzlei übernommen.
Seit dem 19. Jahrhundert findet man den Ausdruck Prokurator auch als allgemeine Bezeichnung für anwaltliche Funktionsträger im Rechtswesen. So werden etwa – je nach Rechtssystem – Rechtsanwälte, Prozessbevollmächtigte, aber auch Staatsanwälte, Ankläger oder Generalanwälte in manchen Ländern als Prokuratoren bzw. Generalprokuratoren (Brasilien, Frankreich, Kanada, Österreich …) bezeichnet.

## Österreich
So heißt in Österreich die oberste Behörde der Staatsanwaltschaft Generalprokuratur. Sie ist den übrigen Staatsanwaltschaften (Bezirks-, Staats- und Oberstaatsanwaltschaft) allerdings nicht direkt übergeordnet, sondern nimmt die Aufgaben einer Generalanwaltschaft wahr. Leiter der Behörde ist der Generalprokurator, seine Stellvertreter heißen Erste Generalanwälte. Die übrigen Mitglieder der Generalprokuratur sind die Generalanwälte. Die Generalprokuratur wacht über die staatsanwaltliche Rechtspflege, ist jedoch nicht Anlaufstelle für Beschwerden.
In Österreich existiert ferner die Finanzprokuratur. Dieser obliegt hauptsächlich die Verteidigung der Republik Österreich vor den Zivilgerichten.

## Kirchenrecht
In manchen Ordensgemeinschaften wird als Prokurator der vom Kirchenrecht geforderte Ökonom als ein vom Oberen ernannter Ordensangehöriger bezeichnet, der das Vermögen der Gemeinschaft verwaltet und gegenüber Dritten Prokura (Vollmacht) zur Verfügung über die Finanzen des Klosters, der Kommunität oder der Ordensprovinz besitzt. Sein Amt und Büro ist die Prokuratur.
Je nach Gemeinschaft wird dieses Amt auch Cellerar, Kellerer, Hofmeister, Administrator oder schlicht Verwalter genannt. Ein Missionsprokurator als Leiter einer Missionsprokur verwaltet Spendengelder, die in die Mission fließen, überwacht die damit finanzierten Projekte und legt Rechenschaft über die Mittelverwendung ab.
Als Prokuratoren können im kirchlichen Bereich darüber hinaus unterschiedliche Amtsträger bezeichnet werden, die Vermögen verwalten oder bestimmte Funktionen stellvertretend für einen anderen ausüben. Im römisch-katholischen Bereich wird der lateinische Ausdruck procurator im Codex Iuris Canonici, dem Gesetzbuch des kanonischen Rechts der lateinischen Kirche, ganz allgemein im Sinne eines Vertreters, Stellvertreters oder Beauftragten verwendet. So muss zum Beispiel jede monastische Kongregation einen (General-)Prokurator bestimmen, der die Interessen der Kongregation gegenüber dem Hl. Stuhl vertritt und dem Abtpräses über aktuelle Sachfragen berichtet. Im Jesuitenorden ist Prokurator der von den Mitgliedern einer Ordensprovinz gewählte Teilnehmer an einer weltweiten Prokuratorenkongregation, die über die aktuelle Situation des Ordens berät.
Das Prozessrecht der katholischen Kirche unterscheidet die Ämter eines Prozessbevollmächtigten (procurator) und eines Anwalts (advocatus). Der Prozessbevollmächtigten vertritt Parteien vor einem Kirchengericht, der Anwalt berät sie rechtlich und kann keine Prozesshandlungen vornehmen, aber mit Plädoyers vor Gericht auftreten.